# Lista Cívica Popular
La Lista Cívica Popular (en italiano: Civica Popolare, CP) es una coalición centrista de partidos políticos en Italia. Su líder es Beatrice Lorenzin, ministra de Salud desde 2013 y miembro de Alternativa Popular (AP).
El símbolo de la coalición consiste en una peonía estilizada, el nombre de Lorenzin y el logos de Italia de los Valores, los Centristas por Europa, la Unión por Trentino, Italia es Popular y Alternativa Popular. La coalición también incluye a Democracia Solidaria, Italia Popular y Unión Popular Cristiana, aunque sus logotipos no aparecen en el símbolo de la coalición.
CP participó en las elecciones generales de 2018 dentro de la coalición de centroizquierda centrada en el Partido Democrático junto con Juntos (en particular, el Partido Socialista Italiano) y el liberal Más Europa. En la elección, la lista obtuvo un mero 0,5% de los votos, pero tres de sus candidatos fueron elegidos en distritos electorales de un solo escaño: Lorenzin y Gabriele Toccafondi (ambos miembros de Alternativa Popular) a la Cámara y Pier Ferdinando Casini (Centristas por Europa) al Senado.

## Composición

### Miembros principales
| Partido | Partido               | Principal ideología  | Líder/es               |
| ------- | --------------------- | -------------------- | ---------------------- |
|         | Alternativa Popular   | Centrismo            | Beatrice Lorenzin      |
|         | Italia de los Valores | Populismo            | Ignazio Messina        |
|         | Centristas por Europa | Democracia cristiana | Pier Ferdinando Casini |
|         | Unión por Trentino    | Regionalismo         | Tiziano Mellarini      |
|         | Italia es Popular     | Democracia cristiana | Giuseppe De Mita       |

### Otros miembros
| Partido | Partido                 | Principal ideología  | Líder/es          |
| ------- | ----------------------- | -------------------- | ----------------- |
|         | Democracia Solidaria    | Izquierda cristiana  | Lorenzo Dellai    |
|         | Unión Popular Cristiana | Democracia cristiana | Antonio Satta     |
|         | Italia Popular          | Democracia cristiana | Alberto Monticone |

## Resultados electorales

### Parlamento Italiano
| Cámara de Diputados |               |      |         |     |                   |
| Año electoral       | Votos         | %    | Escaños | +/– | Líder             |
| 2018                | 178.107 (#13) | 0,54 | 2/630   | –   | Beatrice Lorenzin |

| Senado de la República |               |      |         |     |                   |
| Año electoral          | Votos         | %    | Escaños | +/– | Líder             |
| 2018                   | 157.282 (#13) | 0,52 | 1/315   | –   | Beatrice Lorenzin |